# Projekt 57 Gnevnyj
Projekt 57 var en jagarklass framtagen för sovjetiska flottan under 1950-talet. De var de första fartyg som från grunden var konstruerade med sjömålsrobotar som huvudbeväpning. De var också de första sovjetiska örlogsfartygen med helikopter baserad ombord.

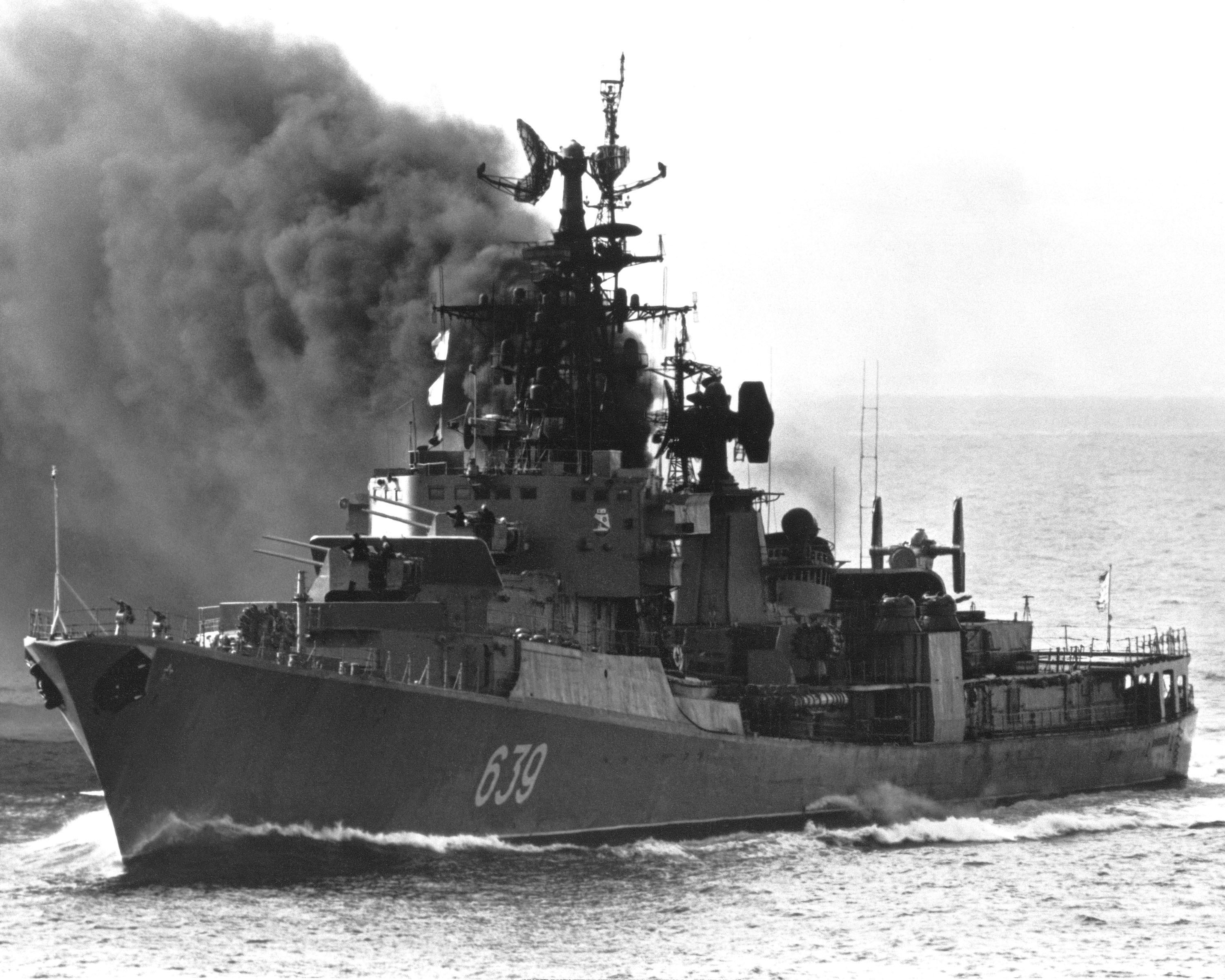
Jagaren Gremjastsjij efter ombyggnaden med alla 57 mm pjäser på fördäck och RBU-6000 och AK-230 midskepps.

## Utveckling
26 juli 1955 beställde chefen för marinen, amiral Nikolaj Kuznetsov, ritningar på en jagare som skulle ha sjömålsroboten P-1 Strela som huvudbeväpning. Det var dagen efter att de slutliga ritningarna på den modifierade Projekt 56M hade fastställts. De mindre jagarna av typ Projekt 56M hade dock bara plats för en SM-59 avfyringsramp och åtta robotar. Den nya Projekt 57 skulle få plats för två SM-59, en förut och en akterut, och totalt sexton robotar.
23 januari 1956 var de första ritningarna klara, men det stod snart klart att konstruktionen var topptung, främst för att överbyggnaden var tillverkad i stål och inte av lättmetall som på Projekt 56M. Det krävdes 250 ton barlast för att få fullgod stabilitet, vilket sänkte maxfarten under specifikationen. Därför blev man tvungen att göra en ny konstruktion med ett större skrov (13 meter längre och 2,5 meter bredare) och med nästan 600 ton större deplacement. Den nya konstruktionen fick beteckningen Projekt 57-B eller Projekt 57-bis (NATO: Krupny-klass).

### Modernisering
Sjömålsroboten P-1 Strela blev snabbt omodern och för att förlänga fartygens livslängd beslutades att de skulle byggas om för mer defensiva uppgifter. Sjömålsrobotarna byttes ut mot luftvärnsrobotsystemet M-1 Volna, bättre närluftvärn och modernare ubåtsjaktsvapen. Helikoptern byttes också ut mot den modernare och större Kamov Ka-25 som var specialiserad på ubåtsjakt. Dessa fartyg fick beteckningen Projekt 57A (NATO: Kanin-klass)
Samtliga fartyg genomgick moderniseringen utom det nionde fartyget Chrabryj (ryska: Храбрый, ”modig”) som ännu inte var färdigbyggd 1963. Byggandet återupptogs några år senare och 25 januari 1969 sjösattes hon som elkraftfartyget ENS-73.

## Varianter
- Projekt 57 – Ursprunglig konstruktion. 126 meter lång, 12,7 meter bred, deplacement 3500 ton.
- Projekt 57-bis – Reviderad konstruktion. 139 meter lång, 15 meter bred, deplacement 4200 ton. Beväpnad med sjömålsroboten P-1 Strela.
- Projekt 57A – Modifierade för ubåtsjakt. Beväpnade med luftvärnsrobotsystemet M-1 Volna